# Weka
Voor de data mining-software, zie Weka (software).
De weka (Gallirallus australis) is een grote bruine loopvogel met als verspreidingsgebied diverse eilanden van Nieuw-Zeeland inclusief de Chathameilanden.

## Kenmerken
De vogel is 46 tot 60 cm lang, mannetjes zijn gemiddeld 10 cm langer. De vogel is onmiskenbaar, het is een grote ral die niet kan vliegen met een forse snavel en poten en (voor een ral) een relatief lange staart. De vogel varieert sterk in kleur, sommige dieren zijn kastanjebruin, maar er zijn ook vormen die grijs of geheel zwart van kleur zijn. Van boven heeft het verenkleed zwarte vlekken, van onder is de vogel meestal lichter.
Omdat de vogel een bijzonder nieuwsgierig karakter heeft en niet kan vliegen, was hij een gemakkelijke prooi voor de Maori's en de vroegere Europese kolonisten.

## Verspreiding en leefgebied
Nu wordt de Weka onderverdeeld in vier ondersoorten waarvan sommige met uitsterven bedreigd worden.
- G. a. greyi: Noordereiland.
- G. a. australis: noordelijk en westelijk Zuidereiland.
- G. a. hectori: oostelijk Zuidereiland en de Chathameilanden.
- G. a. scotti: Stewarteiland, Solander en Codfisheiland.

Het leefgebied bestaat uit een groot aantal landschapstypen, zoals bossen en bosranden, struikgewas, drasland zowel langs zeekusten als in het binnenland en zelfs sterk door mensen beïnvloed terrein zoals akkers, gazons en aangeplant bos. De vogel is omnivoor en foerageert op vruchten, maar ook op ongewervelde en gewervelde dieren.

## Status
De grootte van de populatie werd in 2012 door BirdLife International geschat op 71.000 tot 118.000 individuen en de populatie-aantallen nemen af door habitatverlies. Plaatselijk worden leefgebieden aangetast door ontbossing waarbij natuurgebied wordt omgezet in gebied voor agrarisch gebruik en menselijke bewoning. Verder vallen veel slachtoffers door verkeer en door predatie door ingevoerde roofdieren. Om deze redenen staat deze soort als kwetsbaar op de Rode Lijst van de IUCN.